# Cécile de Volanges
Cécile de Volanges (ou Cécile Volanges quand l'intéressée parle d'elle-même) est un personnage du roman Les Liaisons dangereuses de Choderlos de Laclos.

## Histoire du personnage
Fille de Madame de Volanges, Cécile a grandi au couvent dans l'innocence et l'ignorance. Sa mère compte la marier au comte de Gercourt. Elle écrit à une amie de couvent, Sophie Carnay.
Madame de Merteuil, désireuse de se venger de Gercourt et amie de Madame de Volanges, imagine un stratagème pour atteindre le comte : déshonorer sa fiancée en secret, pour lui livrer une jeune femme qui n'est plus vierge.
Par la marquise de Merteuil, Cécile fait la connaissance du jeune Danceny qui lui donne des cours de musique. Ils s'éprennent l'un de l'autre de manière innocente.
Pour accélérer les choses, Merteuil demande à Valmont de séduire Cécile. Celui-ci viole la jeune fille en la surprenant un soir dans sa chambre et en la faisant céder par la force. À la suite de cet épisode, Cécile tombe sous l'emprise du vicomte qui lui apprend tous les jeux érotiques. Elle montre toujours la même naïveté.
Elle se retrouve enceinte et fait une fausse couche. Danceny est brisé par le chagrin et veut se venger de Valmont.
Elle choisit délibérément de retourner au couvent au terme de l'intrigue pour s'y faire religieuse. Jusqu'à la fin de l'œuvre, sa mère ignore les tragiques événements (mort de Valmont, révélation de la vraie personnalité de la Marquise de Merteuil...) qui poussent sa fille à faire ce choix. Valmont n’est jamais puni pour le viol commis sur Cécile, dont seules la Marquise de Merteuil et la jeune fille elle-même connaissent le secret. Danceny s’éloigne de Cécile sans découvrir la vérité : à la fin de l’intrigue, il reste convaincu que sa jeune amoureuse lui a été volontairement infidèle. 
Ce personnage de jeune fille innocente jusqu'à la bêtise, « oie blanche » qui devient experte en jeu sexuel, est devenu une figure de la femme victime de dépendance sexuelle.

## Incarnations à l'écran
- en 1959, dans Les Liaisons dangereuses 1960 de Roger Vadim, par Jeanne Valérie ;
- en 1980, dans Les Liaisons dangereuses de Claude Barma, par Pascale Bardet ;
- en 1980, dans Nebezpecné známosti de Miloslav Luther, par Jana Nagyová ;
- en 1988, dans Les Liaisons dangereuses de Stephen Frears, par Uma Thurman ;
- en 1989, dans Valmont de Miloš Forman, par Fairuza Balk ;
- en 1994, dans Les Liaisons dangereuses de Gary Halvorson, par Mary Mills ;
- en 1999, dans Sexe intentions de Roger Kumble, par Selma Blair ;
- en 2003, dans Les Liaisons dangereuses de Josée Dayan, par Leelee Sobieski.